# Территориальные претензии Японии в Антарктике
Территориальные претензии Японии в Антарктике — претензии Японии на территориальный суверенитет над частью Антарктики, выдвигавшиеся в первой половине XX века.
В 1910—1912 годах Япония предприняла первую экспедицию в Антарктику под руководством лейтенанта Сирасэ Нобу. 28 января 1912 года экспедиция достигла 80°05’ южной широты на 156°37’ западной долготы, где начальник экспедиции сделал вывод о неготовности команды к дальнейшему походу к Южному полюсу. Достигнутому месту было дано название Снежная долина Ямато, открытые земли были объявлены владениями Японии.
В 1939 году Япония официально заявила о своих правах на территории в Антарктике. Данные претензии распространялись на пространство, расположенное между сектором Росса и Фолклендским сектором (от 80° западной долготы до 150° западной долготы). В 1951 году был заключен Сан-Францисский мирный договор, согласно статье 2 которого Япония отказалась от всех претензий на какие-либо права, правооснования или интересы в отношении любой части Антарктического района, независимо от того, вытекали ли они из деятельности японских граждан или были получены иным образом. На данный момент на этот сектор (Земля Мэри Бэрд и Земля Элсуорта) официально не претендует ни одно признанное мировым сообществом государство, выдвинувшее претензии до вступления в силу Договора об Антарктике; претензии выдвигаются лишь Норвегией на остров Петра I и Чили на восточную часть до 90° западной долготы.
В настоящий момент Япония не имеет права вновь выдвинуть территориальные претензии в зоне действия Договора об Антарктике. Неофициально выдвигаются претензии на получение полномочия добывать в Антарктиде газ (в настоящее время добыча полезных ископаемых в Антарктике запрещена Мадридским протоколом по охране окружающей среды), причём обоснование весьма своеобразно: разведанные месторождения газа залегают так глубоко, что никто, кроме Японии, пока не располагает технологиями для его добычи.